# Abies delavayi
Sapin de Delavay
Espèce
Classification phylogénétique
Statut de conservation UICN

 LC   : Préoccupation mineure
Abies delavayi, le Sapin de Delavay, est une espèce de conifères de la famille des Pinacées, originaire de Chine, du Myanmar, de l'Inde (Arunachal Pradesh) et du Viet Nam. Il pousse en hautes montagnes à des altitudes élevées de 3 000 à 4 200 m. En Chine, il est planté pour la production de bois d’œuvre.

## Étymologie et histoire de la nomenclature
Le nom de genre Abies, créé par Philip Miller en 1754,  est dérivé du latin abies, etis « sapin ».
L’épithète spécifique delavayi est dédiée au missionnaire botaniste Jean-Marie Delavay qui sur les pentes des Cangshan au Yunnan (Chine) découvrit un grand nombre d’espèces nouvelles de plantes dont l’Abies delavayi.

Abies delavayi-Type, récolté par le père Delavay, le 20 juin 1884

Lors de son second séjour en Chine en 1882-1891, le père Delavay fit des montagnes qui dominent Dali, les Cangshan 苍山, un de ses terrains de prospections préférés. Il y découvrit nombre de nouveaux rhododendrons mais aussi ce nouveau sapin, le 20 juin 1884. La note sur la feuille d’herbier ci-contre indique « Abies Arbre de 15 mêtres. Fruit dressé. Sommet du Tsang chan [Cangshan], au-dessus de Tali [Dali]. de 3 500 à 4 000 mêtres d’altitude. Le 20 juin 1884 ».
Le botaniste du Muséum qui réceptionnait les envois du père Delavay, Adrien Franchet, en fit la description en 1899 dans le  Journal de Botanique (Morot) 13 (8): 255–256. Il indique « les feuilles très jeunes forment des pinceaux au sommet des rameaux ; à cet âge, elles sont ordinairement planes, obscurément échancrées au sommet et présentent à leur surface inférieure, de chaque côté de la nervure, deux fasciés blanches qui disparaissent avec l’âge ; mais de très bonne heure les bords des feuilles s’enroulent complètement, recouvrant en partie la nervure ».
Le nom vernaculaire chinois est 苍山 冷杉 Cāngshān lěngshān (« sapin des Cangshan »).

## Description

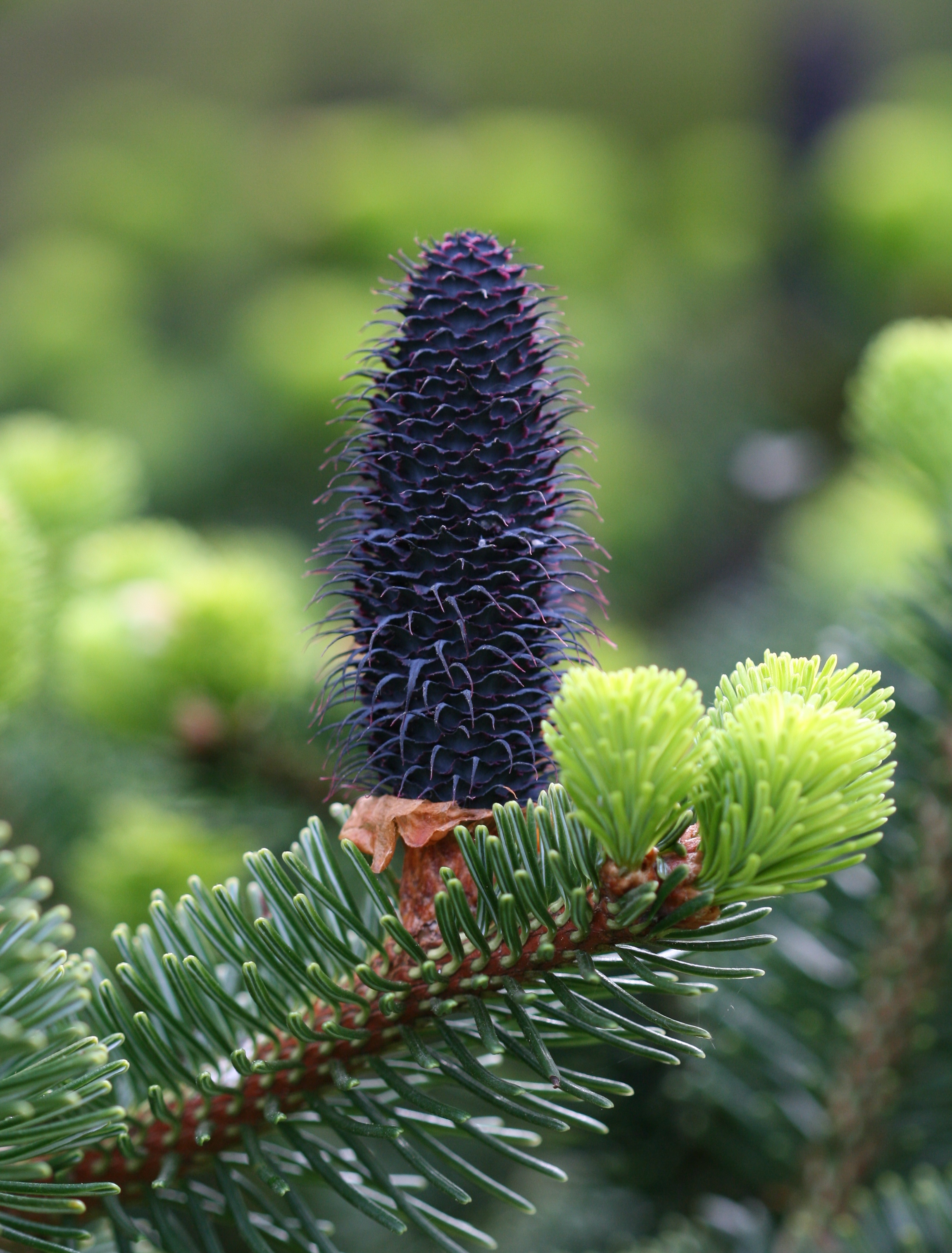
Abies delavayi cône femelle

### Dimensions
Abies delavayi atteint généralement 25 mètres de hauteur (parfois 40 m) et a un tronc jusqu’à 1 à 1,5 m de diamètre.

### Caractères botaniques
Le tronc a une écorce gris-brun, rugueuse, profondément fissurée et pelant en petits fragments.
Les rameaux sont d'abord brun-rouge ou bruns, puis foncés en 2e ou 3e année, glabres, rarement pubescents à l'état jeune.
Les feuilles sont disposées en spirale ou pectinées. Chaque feuille linéaire, vert brillant dessus, sans stomate, glauque dessous, avec 2 bandes blanches, chacune à 9-11 lignes de stomates, souvent incurvée ou en forme de S, marge fortement révolutée et apex émarginé, fait 1,5–3 cm de long sur 1,7–2,5 mm de large. 
Les cônes mâles sont rouge pourpré, de 2–4 cm. La pollinisation a lieu en mai. 
Les cônes femelles (à graines) portés par un pédoncule court sont d’abord bleu pourpre foncé puis violet sombre et noir à maturité, cylindriques ou ovoïdes-cylindriques, dressés, de 6–11 cm de long sur 3–4 cm. La graine obovale de 5–8 mm à aile presque aussi longue atteint la maturité en octobre.

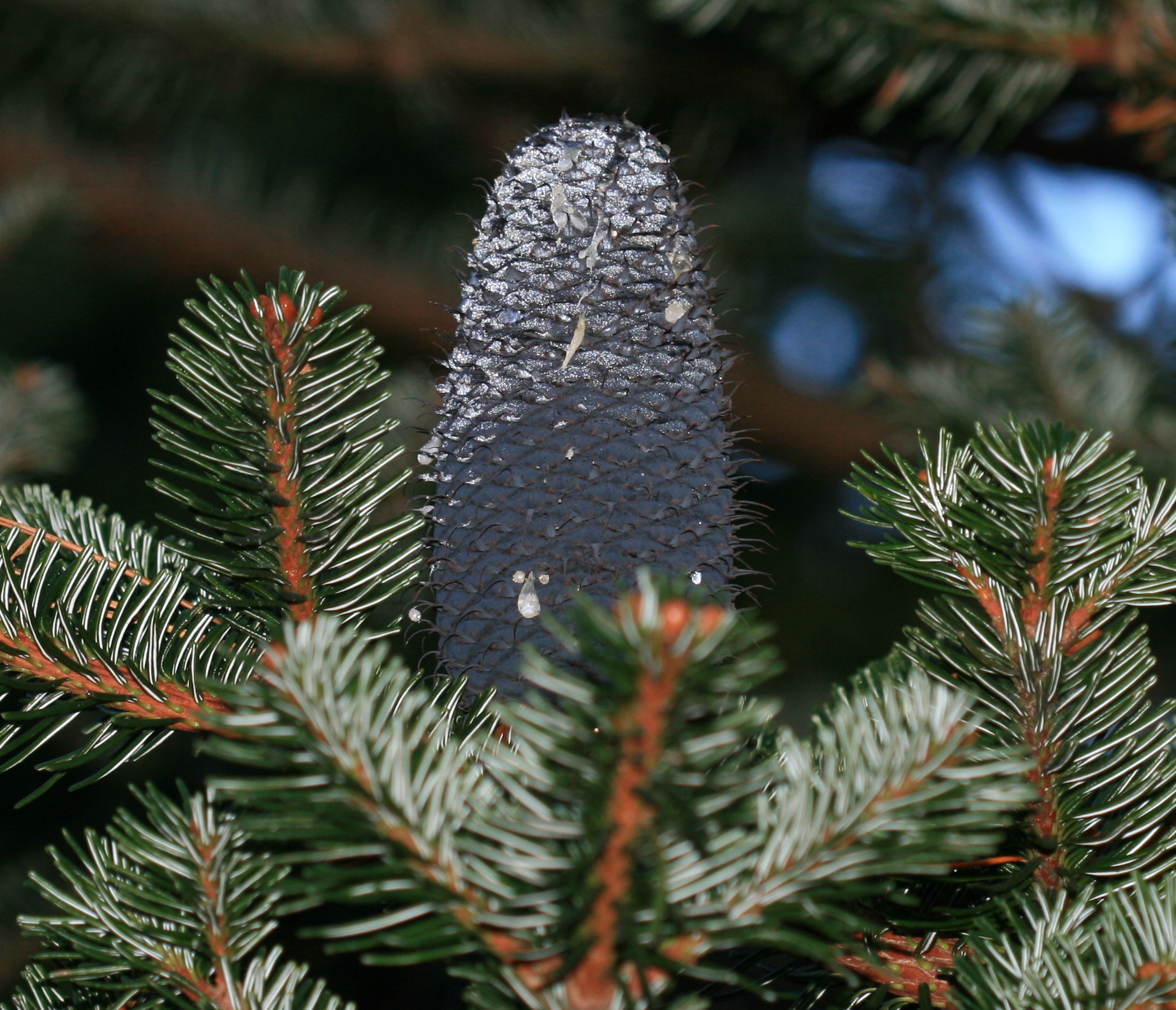
Cône
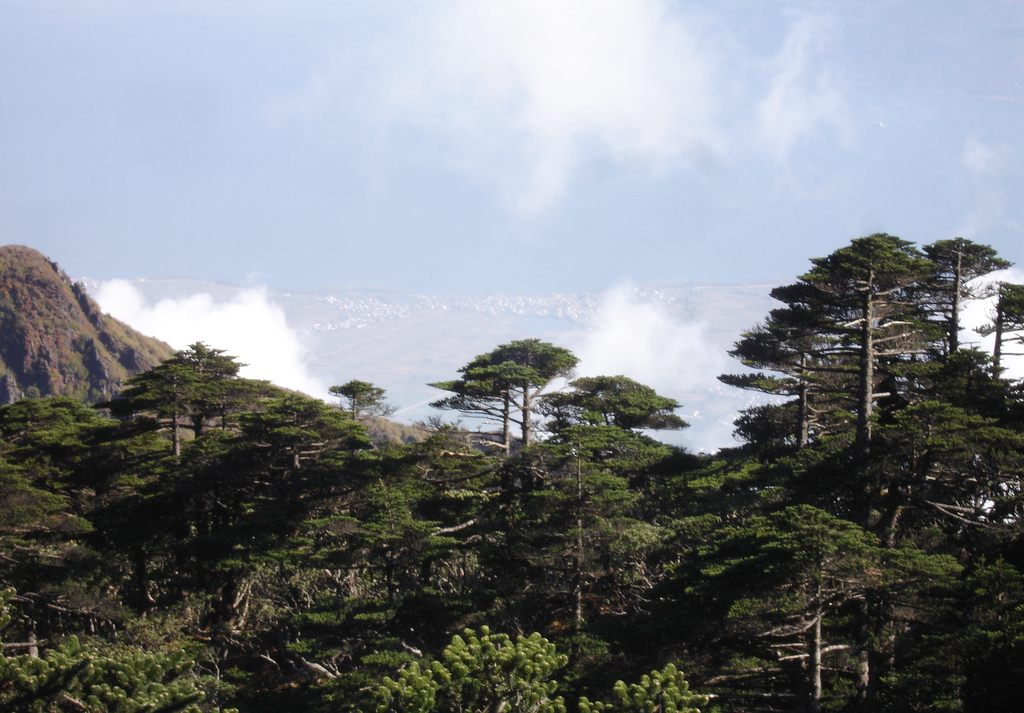
Les Sapins de Delavay sur les Cangshan

## Variétés
Selon Flora of China, il existe deux variétés :
- A. delavayi var. delavayi, rameaux foncés, feuilles densément disposées, gén. 1,5 à 2 mm
- A. delavayi var. motuoensis, rameaux légers, feuilles disposées de manière lâche, gén. 2–3 cm, dans le Sud-Est du Tibet.

A. delavayi est proche de Abies fabri (Mast.) Craib et a été souvent confondu avec lui. Les rameaux annuels de ce dernier sont jaune brun clair alors que ceux du sapin de Delavay sont brun rougeâtre.
Les arbres poussant à moins de 3 000 m diffèrent par le fait que la marge des feuilles est moins révolutée et sont séparés en une variété Abies delavayi var. nukiangensis (Cheng et Fu) Farjon

## Distribution et habitat
Le sapin de Delavay croit en Chine (provinces du SE Tibet et NO Yunnan),  au Myanmar, en Inde (Arunachal Pradesh) et au Viet Nam.
Il pousse en hautes montagnes aux altitudes élevées de 3 000–4 000 m. Localement il peut croître jusqu’à 4 200 m mais les arbres sont bas et poussent mal[réf. nécessaire].  Il occupe des zones nuageuses et brumeuses toute l’année, avec une température moyenne annuelle de 5,1 °C.

## Utilisations

### Horticulture
Le sapin de Delavay a été introduit en Europe en 1918 mais il y est actuellement rarement cultivé. Il est parfois cultivé comme arbre ornemental , mais sa culture réussie se limite aux régions aux étés frais et aux fortes précipitations, comme l'ouest de l'Écosse et la côte Pacifique du Canada . Une forme semi-naine originaire de très haute altitude a été sélectionnée comme cultivar «Major Neishe», atteignant 3–4 m de haut

### Sylviculture
C’est une essence à croissance relativement lente, cultivée en Chine pour la production de bois. 
Il entre dans une période de fructification vigoureuse vers l’âge de 60 à 80 ans et peut fructifier jusqu’à 160 à 180 ans.

### Production de bois d’œuvre
Le bois est jaune clair et blanc, léger, doux et dense, avec une densité de 0,50[réf. nécessaire]. 
En Chine, il est utilisé comme matériaux de construction, pour faire des panneaux, des meubles, des allumettes et pour la fabrication du papier.

## Statut de conservation
Bien que la surface des forêts de A. delavayi soient en déclin continu, l’IUCN le classe comme « préoccupation mineure » dans la liste rouge.